# Sielec (powiat inowrocławski)
Sielec – wieś w Polsce położona w województwie kujawsko-pomorskim, w powiecie inowrocławskim, w gminie Janikowo.
W latach 1975–1998 miejscowość należała administracyjnie do województwa bydgoskiego.
W 2010 roku ustanowiono pomnikiem przyrody platan klonolistny o obwodzie 300 cm rosnący przy świetlicy wiejskiej.

## Media
Sielec swoim zasięgiem obejmują media ze stolicy gminy.
- Portal miejski i gminny ejanikowo.pl[4]
- Lokalna telewizja kablowa JanSat